# Battaglia di Azukizaka (1542)
La battaglia di Azukizaka (小豆坂の戦い?, Azukizaka no tatakai) avvenne nel 1542 tra i clan Oda e Imagawa.
In risposta alle mosse del clan Oda nel Mikawa occidentale, Imagawa Yoshimoto spostò le sue forze a Ikutahara nell'agosto 1542. Oda Nobuhide lasciò la sua posizione nel castello di Anjō e attraversando il fiume Yahagi prese posizione a Kamiwada, e, in ottobre, si scontrò con gli Imagawa ad Azukizaka, a sud-est del castello di Okazaki. 
L'avanguardia degli Imagawa era guidata da un guerriero di nome Yuhara della provincia di Suruga, e Nobuhide era affiancato dai suoi fratelli Nobuyasu, Nobumitsu e Nobuzane. La battaglia fu rapidamente vinta dagli Oda, con il merito dato a sette samurai, conosciuti come le sette lance di Azukizaka.